# Shiny Toy Guns
Shiny Toy Guns er et amerikansk indie rock band dannet i 2002, i Los Angeles, Californien. De udgav deres første studio album, We Are Pilots i 2006. Det blev nomineret til en Grammy Award. Deres andet album, Season of Poison blev udgivet i 2008.

## Bandmedlemmer

### Nuværende medlemmer
- Carah Faye Charnow – vokal (2004-2008, 2011-nu)
- Chad Petree – vokal, guitar (2002-nu)
- Jeremy Dawson – synths, bass (2002-nu)
- Daniel Johansson – guitar, synths, bass (2011-nu)
- Mikey Martin – trommer (2004-nu)

### Tidligere medlemmer
- Sisely Treasure – vokal (2008-2010)
- Ursula Vari – vokal (2004)

## Diskografi

### Album
- We Are Pilots (2006)
- Season of Poison (2008)
- III (2011)

### Singler
- Le Disko – (2006)
- You Are the One – (2007)
- Rainy Monday – (2007)
- Riccochet! – (2008)
- Ghost Town – (2009)
- Major Tom (Coming Home) – (2009)
- Rocketship 2010 – (2010)
- The Sun – (2011)